# 埃德·麦考利
埃德·麦考利（英語：Ed Macauley，1928年3月22日—2011年11月8日），美國職業籃球運動員和教練。

## 球員生涯
麥考利被聖路易斯轟炸機以地域指名的方式選入，不久到了波士頓塞爾提克。在塞爾提克時期，他入選NBA明星賽6次(全7次)，並拿下第一屆NBA明星賽MVP。他還連續三年獲得NBA最佳陣容第一隊，一次第二隊，並在1953-54賽季中，他的投籃命中率是全聯盟第一。之後為了換取比爾·羅素而被換去亞特蘭大老鷹，在1958年與鮑伯·佩提特聯手拿下NBA總冠軍。他在1959年退休，並在1960年入選籃球名人堂。

## 教練生涯
他曾執教過亞特蘭大老鷹3年，從1958到1960賽季。